# Mount Magazine
Der Mount Magazine ist mit 839 Metern der höchste Berg des US-Bundesstaates Arkansas und des Logan County. Die Erhebung befindet sich in den Ozark Mountains, im sogenannten Arkansas River Valley.